# 不動院野
不動院野（ふどういんの）は、埼玉県春日部市の町丁。現行行政地名は不動院野のみ。丁番の設定のない単独町名である。住居表示未実施地区。郵便番号は344-0001。

## 地理
埼玉県の東部地域で、春日部市北部の沖積平野に位置する平坦な地区である。地区の多くは氾濫平野に位置するが、南西部の一部に後背湿地、北東部の一部に自然堤防の微高地も見られる。東側から南側にかけて八丁目、西側で小渕、西側から北側にかけて北葛飾郡杉戸町本郷や同大塚と隣接する。
西部の杉戸町本郷の境界付近が市街化区域に指定され、準工業地域となっているほかは市街化調整区域に指定された田園地帯である。その田園地帯の多くは江戸期以来の散居集落的な景観（散居村）である。
面積は2.052028896 km2で、春日部市の町・字では西金野井に次いで3番目に広い。

### 河川
- 倉松川
- 旧倉松落
- 安戸落悪水路（安戸落）
- 向島排水路
- 首都圏外郭放水路 - 国道16号直下を流れる地下放水路

## 歴史
もとは江戸期より存在した下総国葛飾郡幸手領に属する不動院野村であった。1616年（元和2年）に開墾された。寛永年間（1624年〜1645年）頃に武蔵国葛飾郡に属されたと思われる。
村高は正保年間の『武蔵田園簿』では不動院新田として582石余（田220石余、畑361石余）、『元禄郷帳』によると639石余、『天保郷帳』によると641石余であった。助郷は日光街道粕壁宿に出役していた。化政期の戸数は102軒で、村の規模は東西15町、南北12町であった。
地名は当地が小渕村（現、春日部市小渕）に存在した不動院の寺領だったためと云う。不動院は小渕に明治40年頃まで存在していたが、その後東京府南葛飾郡砂村に移転した。
- はじめは幕府領、以降変遷なし[6]。
- 1659年（万治2年）に倉松落（現、旧倉松落）と安戸落が開削される[10]。
- 幕末の時点では武蔵国葛飾郡に属し、明治初年の『旧高旧領取調帳』の記載によると、代官・小笠原甫三郎支配所が管轄する幕府領、および寺社領（正福院領）であった[11]。
- 1868年（慶応4年）6月19日  - 代官支配地が下総知県事・佐々布直武（熊本藩士）の管轄となる[12]。
- 1869年（明治2年）1月13日 - 下総知県事・水筑竜の管轄区域に葛飾県[11]を設置（葛飾郡も参照）。県庁は葛飾郡加村字坂之下に置かれる。
- 1871年（明治4年）11月13日 - 第1次府県統合により武蔵国葛飾郡のうち大場川および小合溜井以北の区域が埼玉県の管轄となる。
- 1873年（明治6年） - 真義真言宗大乗院を仮用して公立小学校を設置する[6]。
- 1879年（明治12年）3月17日 - 郡区町村編制法により成立した北葛飾郡に属す。郡役所は杉戸宿に設置。
- 1889年（明治22年）4月1日 - 町村制施行に伴い、不動院野村、八丁目村、小淵村、樋籠村、新川村、樋堀村、牛島村が合併し、北葛飾郡幸松村が成立[13]。幸松村の大字不動院野となる。
- 1940年（昭和15年） - 倉松落の排水不良を改善するため、1933年（昭和8年）に着手された新倉松川（現倉松川）の河川改修が完了し、流路が付け替えられる[14]。従来の流路は旧倉松落となる。
- 1947年（昭和22年）9月 - カスリーン台風の襲来により大きな被害を受ける[6]。
- 1954年（昭和29年）7月1日 - 南埼玉郡春日部町、豊春村、武里村、北葛飾郡豊野村と合併し、市制を施行して春日部市となる[15][16]。春日部市の大字となる。
- 1975年（昭和50年）4月30日 - 地内に春日部野田バイパスが暫定2車線で供用を開始する。
- 1983年（昭和58年） - 地内に埼葛広域農道が開通する。
- 2005年（平成17年）10月1日 - 春日部市が北葛飾郡庄和町と合併し、新たな春日部市が発足、同時に住所標記の簡略化のため市内の大字が廃止され[17]、大字不動院野は丁番の設定のない不動院野となる[18]。
- 2006年（平成18年）6月 - 地内に首都圏外郭放水路およびその付帯施設が完成する。

### 存在していた小字
開墾した者の名前が小字に付けられたため、人名が付いた地名が多くある。
- 次郎右衛門[19]
- 嘉右衛門
- 長右衛門
- 掃部
- 善兵衛
- 久太郎
- 茂兵衛
- 修理
- 四郎右衛門
- 徳右衛門
- 六右衛門

## 世帯数と人口
2024年（令和6年）1月1日現在の世帯数と人口は以下の通りである
| 丁目     | 世帯数  | 人口  |
| -------- | ------- | ----- |
| 不動院野 | 460世帯 | 999人 |

## 小・中学校の学区
市立小・中学校に通う場合、学区は以下の通りとなる。
| 丁目     | 番地                | 小学校               | 中学校             |
| -------- | ------------------- | -------------------- | ------------------ |
| 不動院野 | 1番地 - 2480番地    | 春日部市立幸松小学校 | 春日部市立東中学校 |
| 不動院野 | 2481番地 - 3130番地 | 春日部市立小渕小学校 | 春日部市立東中学校 |

## 交通
地内に鉄道は敷設されていない。

### 道路
- 国道16号春日部野田バイパス
- 埼玉県道319号惣新田春日部線
- 埼玉県道320号西宝珠花春日部線 - 埼葛広域農道との交差点の前後で不動院野の境界線上を通るが、地図によっては東側に外れるように描かれる場合もある。
- 埼葛広域農道

### バス
地内に路線バスの路線は設定されていない。
- 春日部市コミュニティバス「春バス」

地区内を巡回する路線は設定されていない。以前は「粕壁・幸松地区ルート」が設定され、「春日部市場」「西不動院野」「八丁目五丁田」停留所が設置されていたが、2024年1月3日限りでルートが変更され、不動院野を経由しなくなった（詳細は当該項目を参照）。

## 施設
- 首都圏外郭放水路 第四立坑 - 旧倉松落の河川施設
- 特別養護老人ホーム ひかり・そら
- 春日部セントノア病院
- 旧倉松第二調整池
- 下谷神社
  - 西不動院野集会所
  - 不動院野香取神社 - 「春日部セントノア病院」のすぐ東側に鎮座
- 不動院野大杉神社 - 毎年春に民俗芸能の神楽・あんば囃子が行なわれれる[6][22]。
  - 香取神社 - 東に200 mほど離れた田園の中（不動院野379）にも香取神社がある
  - 東不動院野集会所
  - 不動院野ちびっ子広場
- 香取宮（不動院野136）
- 不動院野大栄住宅地内遊水池広場